# Franz Boll (filólogo)
Franz Johann Evangelista Boll (Rothenburg ob der Tauber, 1 de julio de 1867 ― Heidelberg, 3 de julio de 1924) fue un filólogo clásico, historiador de la astrología y la astronomía y bibliotecario alemán.

## Biografía
Franz Boll era hijo de un juez y estudió en Berlín y Múnich con Wilhelm von Christ, Rudolf Schöll y Michael Bernays, entre otros. En 1894 se doctoró con una tesis sobre Claudio Ptolomeo. En 1891 ingresó como funcionario en la Biblioteca Estatal de Baviera en Múnich y en 1898 fue nombrado jefe del departamento de manuscritos. En 1903 pasó a la docencia universitaria y ejerció como catedrático de filología clásica en Wurzburgo y, desde 1908, en Heidelberg.
Su principal campo de estudio fueron la astronomía y la astrología antiguas. Basándose en estudios de manuscritos, investigó la cosmovisión astronómica desde el antiguo Oriente, pasando por griegos y romanos, hasta la época moderna, así como la historia de las constelaciones y la astrología. En 1909 entró en estrecho contacto con el erudito del arte y la cultura Aby Warburg, a quien también se atribuye el exlibris de Boll con el motivo de un astrónomo pensativo y el lema Per monstra ad sphaeram.
Fue miembro de las Academias de Ciencias de Heidelberg, Múnich, Gotinga (desde 1917) y Bolonia, y doctor honoris causa por la Universidad de Padua.

## Obras
- Studien über Claudius Ptolemaeus. Ein Beitrag zur Geschichte der griechischen Philosophie und Astrologie. En: Neue Jahrbücher für Philologie und Pädagogik. Vol. suplementario 21, 2. Teubner, Leipzig 1894, pp. 49–244.
- Sphaera. Neue griechische Texte und Untersuchungen zur Geschichte der Sternbilder. Teubner, Leipzig 1903. Reimpreso por Olms, Hildesheim 1967.
- Catalogus codicum astrologorum Graecorum. Vol. 7: Codices Germanicos descripsit Franciscus Boll. Lamertin, Bruselas 1908.
- Der Ursprung des Wortes Syphilis. En: Neues Jahrbuch für klassisches Altertum. Vol. 25, 1910, p. 72 y ss.
- Aus der Offenbarung Johannis. Hellenistische Studien zum Weltbild der Apokalypse. Teubner, Leipzig 1914. Reimpreso por Hakkert, Ámsterdam 1967.
- Antike Beobachtungen farbiger Sterne. Akademie der Wissenschaften, Múnich 1916.
- con Carl Bezold: Sternglaube und Sterndeutung. Die Geschichte und das Wesen der Astrologie. Teubner, Leipzig 1917; editado a partir de la 3ª edición por Wilhelm Gundel; 4ª edición: Leipzig/Berlín 1931; reimpresiones ("5ª edición") con un apéndice bibliográfico de Hans Georg Gundel: Wissenschaftliche Buchgesellschaft, Darmstadt 1966 y, declarada como "7ª edición", 1977, ISBN 3-519-07202-5.
- Kleine Schriften zur Sternkunde des Altertums. Koehler & Amelang, Leipzig 1950.